# Charles Ateba Eyene
Pour les articles homonymes, voir Ateba et Eyene.
Charles Sylvestre Ateba Eyene (15 janvier 1972 - 21 février 2014) est un écrivain, homme politique et enseignant camerounais.

## Biographie
Charles Ateba Eyene est né le 15 janvier 1972 à Bikoka dans le département de l'Océan (Région du Sud). Il explique dans ses Mémoires avoir été marqué, enfant, par l'expulsion de sa famille, alors contrainte de dormir dans le jardin, pour loger deux soldats français (parmi lesquels Pierre Messmer) : « Dans les quartiers urbains et suburbains, les rafles et les fouilles faisaient rage. Tôt dans la matinée, les cases des indigènes étaient fouillées de fond en comble par les militaires, qui arrachaient les couvertures en laine pour les remettre aux soldats ; les poules, les chèvres, les moutons et les porcs ne furent pas épargnés par cette rafle et passèrent régulièrement dans les casseroles pour nourrir la légion. »
Essayiste prolifique, il est membre suppléant au comité central du RDPC[Depuis quand ?] et enseignant à l'Institut des Relations Internationales du Cameroun (IRIC)[Depuis quand ?].
Il est titulaire d'une thèse de doctorat de la chaire Unesco. Son sujet de thèse portait sur : L’expression médiatique des forces sociopolitiques et le défi de la préservation de la paix sociale au Cameroun : Une approche sociocommunicationnelle de quatre titres de la presse francophone camerounaise, 1990-1997. (Le Messager, La Nouvelle Expression, Le Patriote, Cameroon-Tribune). Thèse encadrée par les professeurs Michel Tdjade Eone et Zambo Belinga, et qu'il a eu avec la mention « très honorable »[réf. souhaitée]. Il s'était fait remarquer dans l'espace public à travers ses prises de parole assez critiques et parfois polémiques contre le système politique gouvernant. Il faisait aussi partie des acteurs prisés des médias camerounais et intervenait dans les débats télévisés.
Peu de temps avant sa mort[précision nécessaire], il avait été recruté comme enseignant à l'Institut des Relations Internationales du Cameroun (IRIC).
Il meurt à l'âge de 42 ans le 21 février 2014 à Yaoundé
Charles Ateba Eyene, après son ouvrage à scandales « Le Cameroun sous la dictature des loges, des sectes, du magico-anal et des réseaux mafieux », publie un nouveau livre de 228 pages intitulé « Crimes rituels, sectes, pouvoirs, drogues et alcools au Cameroun ». Ce livre, sous-titré « Les réponses citoyennes et les armes du combat », détaille les désastres et la tragédie d’une société en proie à divers travers. L'auteur condamne l'absence d'éthique, le laissez-faire et le mutisme des pouvoirs publics face aux crimes rituels et autres abominations. Il utilise des illustrations choquantes pour dénoncer les comportements tragiques et les immoralités qui gangrènent la société, provoquant amertume, indignation et révolte.
s.

## Publications
- Paul Biya et l'intégration socio-politique des jeunes, Yaoundé, 1997, 139 p.
- La jeunesse camerounaise et l'éthique de responsabilité, Yaoundé, Édition Sphinx, 1998, 108 p.
- Charles Assale m’avait dit. Hommage à un patriarche, Yaoundé, Africa multimedia, 1999
- Cameroun : comment l'ancien palais présidentiel a été pillé, Yaoundé, Africa multimedia, 2000
- Comprendre l'éthique. Du discours à la pratique, Yaoundé, Africa multimedia, 2001
- Le Général Pierre Semengue : toute une vie dans les armées, Yaoundé, éditions CLE, 2002, 274 p.
- RDPC : le guide de la militante et du militant d'après les textes de base en vigueur, 2003, 112 p.
- Affaire Dikoum : entretiens avec les accusés, Yaoundé, Africa multimedia, 2004, 170 p.
- Le RDPC hier, aujourd'hui et demain : le temps d'un regard militant et citoyen, Yaoundé, 2005, 155 p.
- Recueil de propositions militantes pour revitaliser le RDPC, Yaoundé, Africa multimedia, 2006
- Stratégies de corruption et de détournement des fonds publics comme logique de coup d'État : remèdes, Yaoundé, Éditions Saint-Paul, 2006, 144 p.
- Destruction du RDPC à la base : analyse des stratégies des uns et des autres, 2007, 48 p.
- Marketing et communication politiques : clé du succès pour les élections, la vie publique et la promotion de la démocratie, Yaoundé, Éditions Saint-Paul, 2007, 128 p.
- Les paradoxes du pays organisateurs. Élites productrices ou prédatrices. Le cas de la province du Sud à l’ère Biya, 1982-2007, Yaoundé, Éditions Saint-Paul, 2008
- RDPC, la reprise en main du parti par le président national : les faits et gestes qui le prouvent, Yaoundé, Éditions Saint-Paul, 2010, 119 p.
- Le management de l'opacité et les drames de la société camerounaise : l'insolite et la complaisance au détriment du mérite et de la compétence, Yaoundé, Éditions Saint-Paul, 2010, 316 p.
- Le mouvement sportif camerounais pris en otage par des braconniers : l'urgence de la mise en œuvre des réformes : une analyse historico-économique et politico-diplomatique du sport, Yaoundé, Éditions Saint-Paul, 2011, 290 p.
- La pénétration de la Chine en Afrique et les espoirs de la rupture du pacte colonial avec l'occident : pour une coopération sino-camerounaise en béton, Éditions Saint-Paul, 2010, 149 p.
- Émergence du Cameroun à l'horizon 2035 : l'apport de la Chine : la coopération de développement, ses succès et ses craintes, Yaoundé, Éditions Saint-Paul, 2012, 188 p.
- Charles Ateba Eyene, Ch Pascal Messanga Nyamding et André-Marie Yinda Yinda, Le Cameroun sous la dictature des Loges, des sectes, du magico-anal et des reséaux mafieux : de véritables freins contre l'émergence en 2035, Yaoundé, Éditions Saint-Paul, 2012, 381 p.
- Crimes rituels, loges, sectes, pouvoirs, drogues et alcools au Cameroun : les réponses citoyennes et les armes du combat, Yaoundé, Éditions Saint-Paul, 2013, 228 p.